# Muzeul de Științele Naturii din Târgu Mureș
Muzeul Științele Naturii (în maghiară Természettudományi Múzeum) este un muzeu din Târgu Mureș, amplasat în strada Horea nr. 24, construit în stil neoclasicist conținând elemente specifice arhitecturii renascentiste italiene. Clădirea a fost destinată a fi lăcaș al Muzeului de Artă Industrială Secuiască, în prezent adăpostește exponate aparținând tezaurului natural mureșan și european conținând piese, grupate în diferite colecții zoologice, paleontologice, de minerale și roci. Din punct de vedere administrativ instituția aparține de Muzeul Județean Mureș.

## Istoric
Primele discuții pe tema înființării unei instituții muzeale au fost purtate în 1874 la o ședință a Asociației Secuiești de Cultură, dar ideea s-a concretizat abia în 1885, când s-a concretizat ideea unui Muzeu Secuiesc al Industriei și Meșteșugurilor, ce urma a fi construit pe o parcelă donată de către edilii orașului din terenurile de exercițiu ale pompierilor. Proiectul construcției a aparținut arhitectului profesor universitar István Kiss, iar lucrările au demarat în 1890, avându-i ca antreprenori pe József Sófalvi și Pál Soós, construcția fiind finalizată în 1894. 
József Teleki în incinta locuinței sale a organizat o colecție de minereuri și animale împăiate, la care a mai adăugat un sertar cu obiectele necesare experimentelor din domeniul fizicii. Aceasta în urmă a devenit parte integrată a colecției Colegiului Reformat. În 1931, Aurel Filimon a propus înființarea unei secții de științe naturale, având o colecție personală de botanică (peste 3000 de plante), entomologie (6600 specii de insecte), mineralogie, petrografie, paleontologie (peste 4000 piese). În clădire a funcționat muzeul până în 1944, când colecția instituției s-a dispărut și s-a amenajat internatul Școalei de Stat nr. 2, apoi Liceului de Industrie.
În 1957 în clădire a fost reamenajată un muzeu expunând o expoziție amalgam, de artă industrială, istorie, meșteșuguri și etnografie, iar din 1968 a adăpostit o expoziție de istorie (incluzând perioadele neolitic și până la sfârșitul orânduirii feudale). Muzeul de științele naturii a fost înființată în 1988. Vernisajul expoziției de bază de științe ale naturii a avut loc în februarie 1988, în urma unei activități de echipă, pluridisciplinare desfășurate începând din iunie 1987. Proiectarea, realizarea științifică, artistică și tehnică au fost rezolvate pe plan local, unele chiar de către muzeografii și conservatorii muzeului, piesele naturalizate fiind realizate în laboratorul de taxidermie.
În 2017 a avut loc la sediul Muzeului de Știintele Naturii semnarea contractului de finanțare pentru proiectul „Reabilitarea Muzeului de Știintele Naturii”, in valoare totală de circa 11,3 milioane lei, din care peste 9,2 milioane lei, fonduri nerambursabile, pentru lucrări de reabilitare și modernizare finanțate prin Programul Operational Regional 2014-2020. După aproape cinci ani de muncă intensă, Muzeul de Științele Naturii, complet renovat, a fost inaugurat la 15 decembrie 2023.

## Expoziție
Expoziția de bază științele naturii a putut fi vizitat de către marele public între 1988-2020, iar la 15 decembrie 2023 a fost inaugurat muzeul renovat cu o nouă expoziție permanentă. Expoziția de bază este adăpostită în cinci săli, fiecare cu o tematică aparte și este extinsă pe un spațiu de 473 de mp. Astfel în primele două săli este expusă o expoziție de mineralogie, petrografie și paleontologie. Mineralele și rocile sunt așezate în ordine sistematică, materialul expus fiind din țară (sectorul minier Baia Mare și zona munților Metaliferi în cea mai mare parte). Exponatele paleontologice provin de pe teritoriul județului Mureș și din bazinul Transilvaniei. 
Sala laterală din dreapta prezintă pe o lungime de 18 m diorame ilustrând ecosisteme în cele patru anotimpuri, cu floră și faună caracteristică zonelor de baltă, șes, deal și munte, în arii protejate, sau de interes din județ. Cealaltă sală laterală expune în 25 de vitrine, diverse teme din programa analitică de studiu a științelor naturii. Sunt ilustrate plantele inferioare și superioare, insectele, păsările, lanțul și piramida trofică, peștera cu formațiunile ei, etc. 
Urcând spre nivelul superior, pe peretele din dreapta sunt prezentate plantele medicinale. Primul spațiu de la etaj cuprinde o zonă de „Ocrotirea naturii“, cu speciile de plante ocrotite din județul nostru, specii de păsări ocrotite, rezervații peisagistice (Lacul Ursu de la Sovata), precum și o vitrină despre factorii poluanți ai mediului. Ultima sală de la etaj este destinată expozițiilor temporare, conferințelor, proiecțiilor sau simpozioanelor (fiind dotată în acest sens). De-a lungul anilor aici au putut fi văzute numeroase expoziții precum: Plantele, izvor de frumusețe și sănătate; Din flora și fauna Mării Negre; Plante toxice; Din lumea lichenilor; Ciuperci parazite; Pietre prețioase, istorie legendă și artă; Pietre decorative din Romania și multe altele.

## Arhitectura
Stilul clădirii este neoclasic, cu elemente grecești și renașterii italiene. Frontonul triunghiular al corpului median devine o replică a închiderii templelor greco-romane, dar populată de un decor figurativ cu tematică inspirată de momentele cruciale ale istoriei maghiarilor, respectiv a secuimii. Grupul statuar din timpanul fațadei a fost realizată de József Róna⁠(en)[traduceți], reprezentând în centru Attila pe un tron înconjurate lateral de figurile alegorice Ungariei și Transilvaniei. Frizele de ove trasate la închiderea corpurilor laterali, apoi nișele modelate în formă de ediculă plasate la flancul accesului principal, cum și friza decorativă cu console a cornișei principale sunt toate reformulări romantice ale unor modele aparținătoare original arhitecturii antice, și respectiv renascentiste.  Vitraliile din casa scării au fost realizate la atelierul de tâmplărie al lui István Forgó.

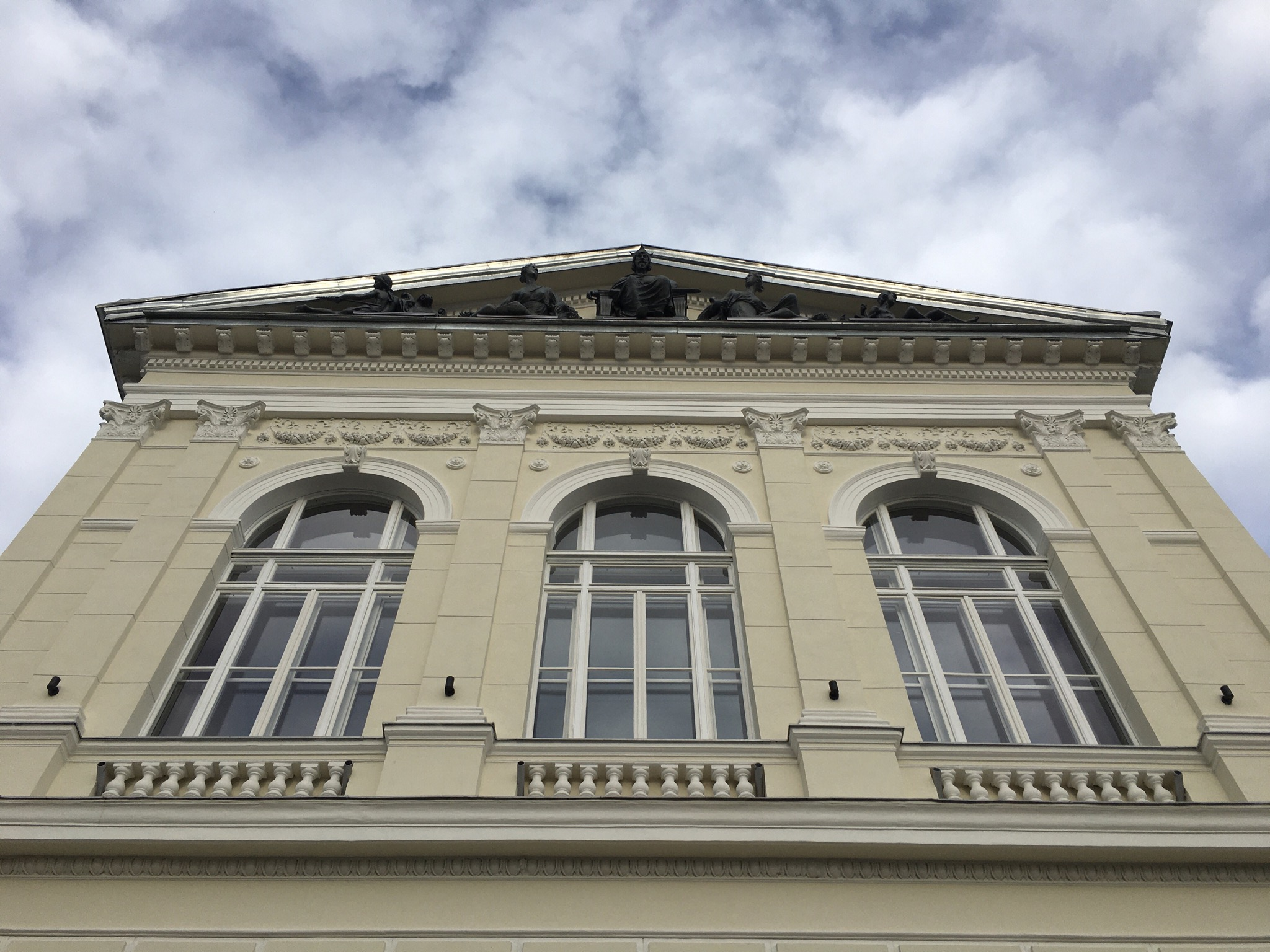
Fațada muzeului cu grupul statuar „Attila”
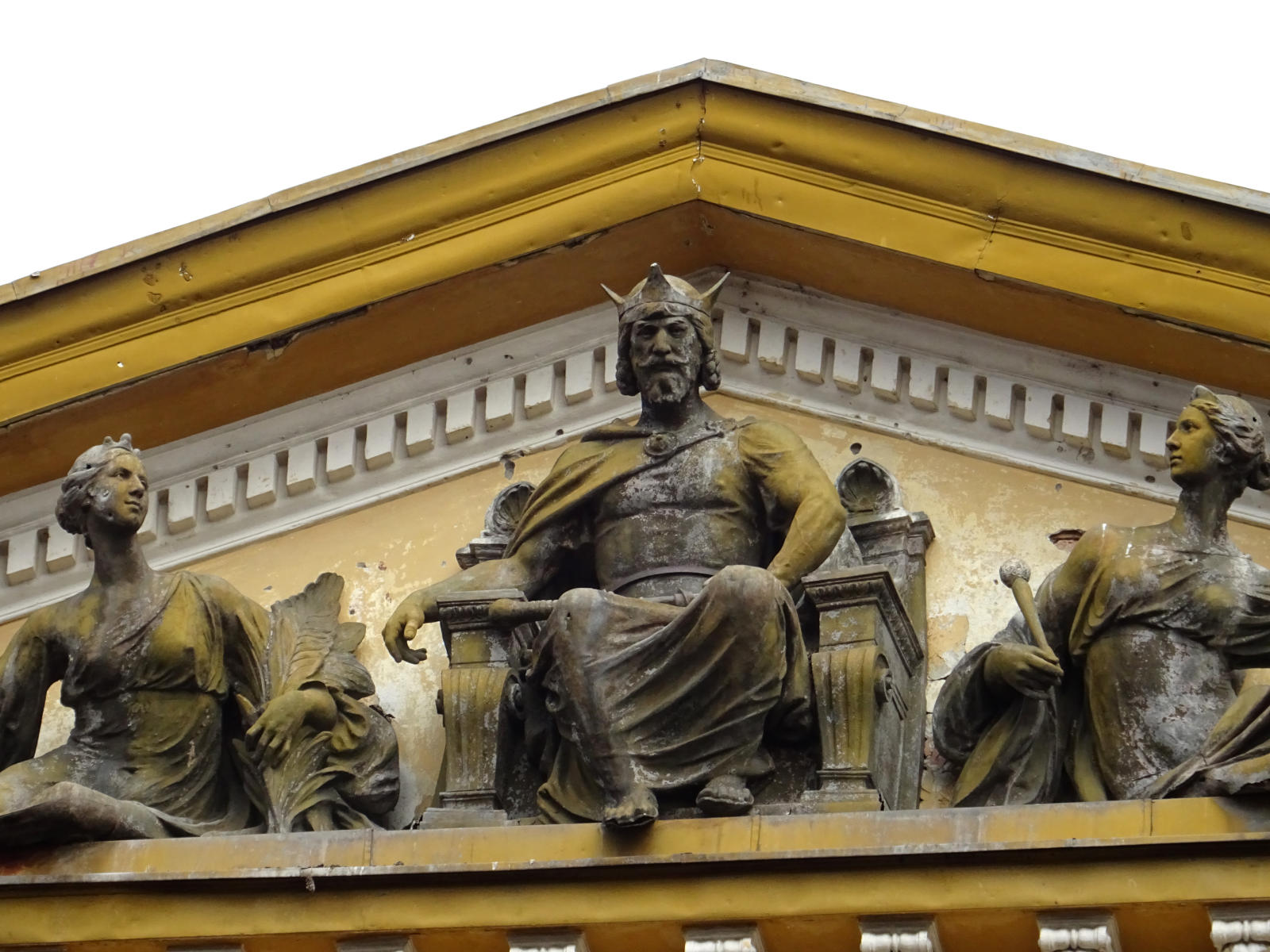
Grupul statuar „Attila”
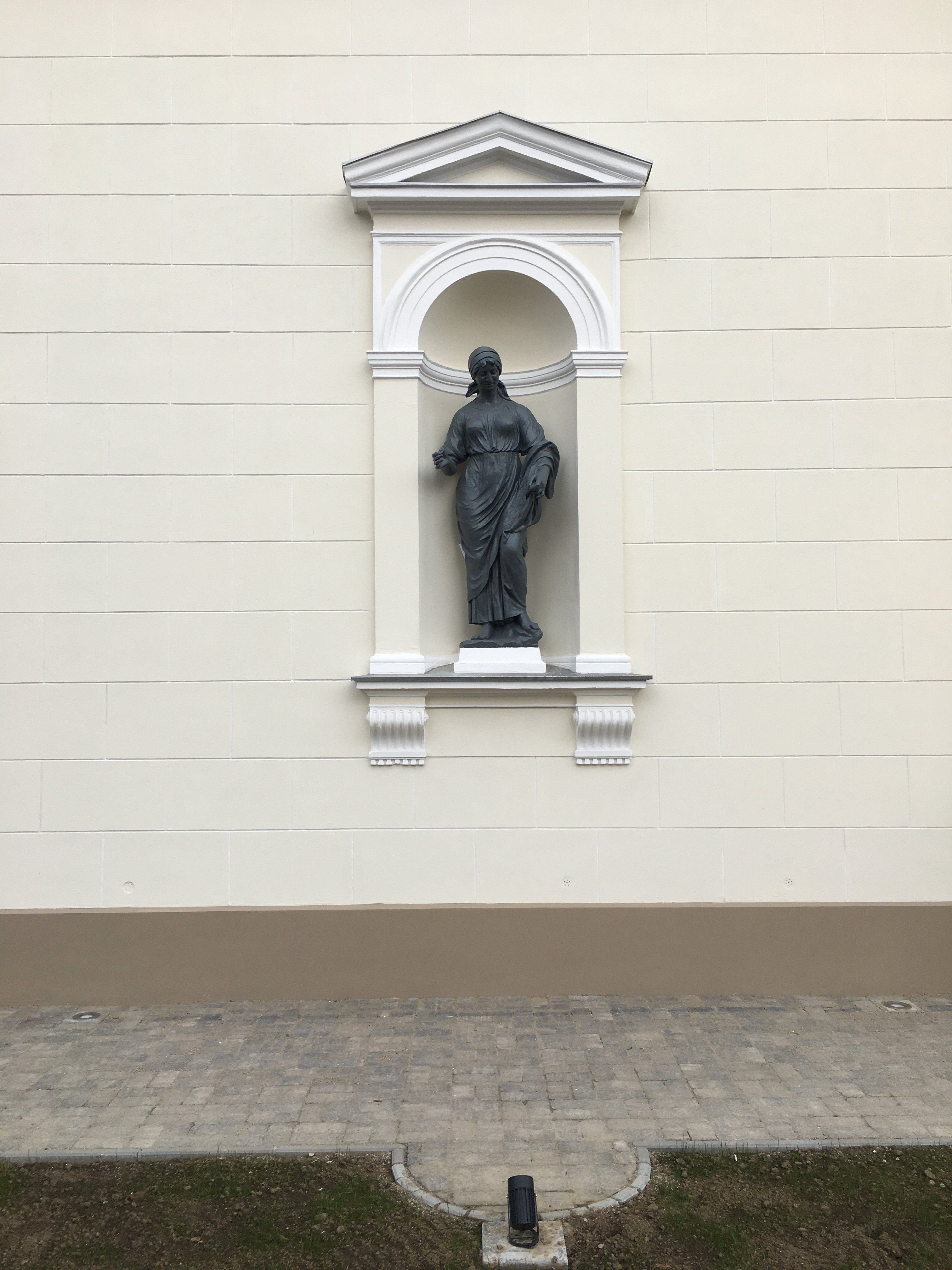
Alegorie (Cusutul)
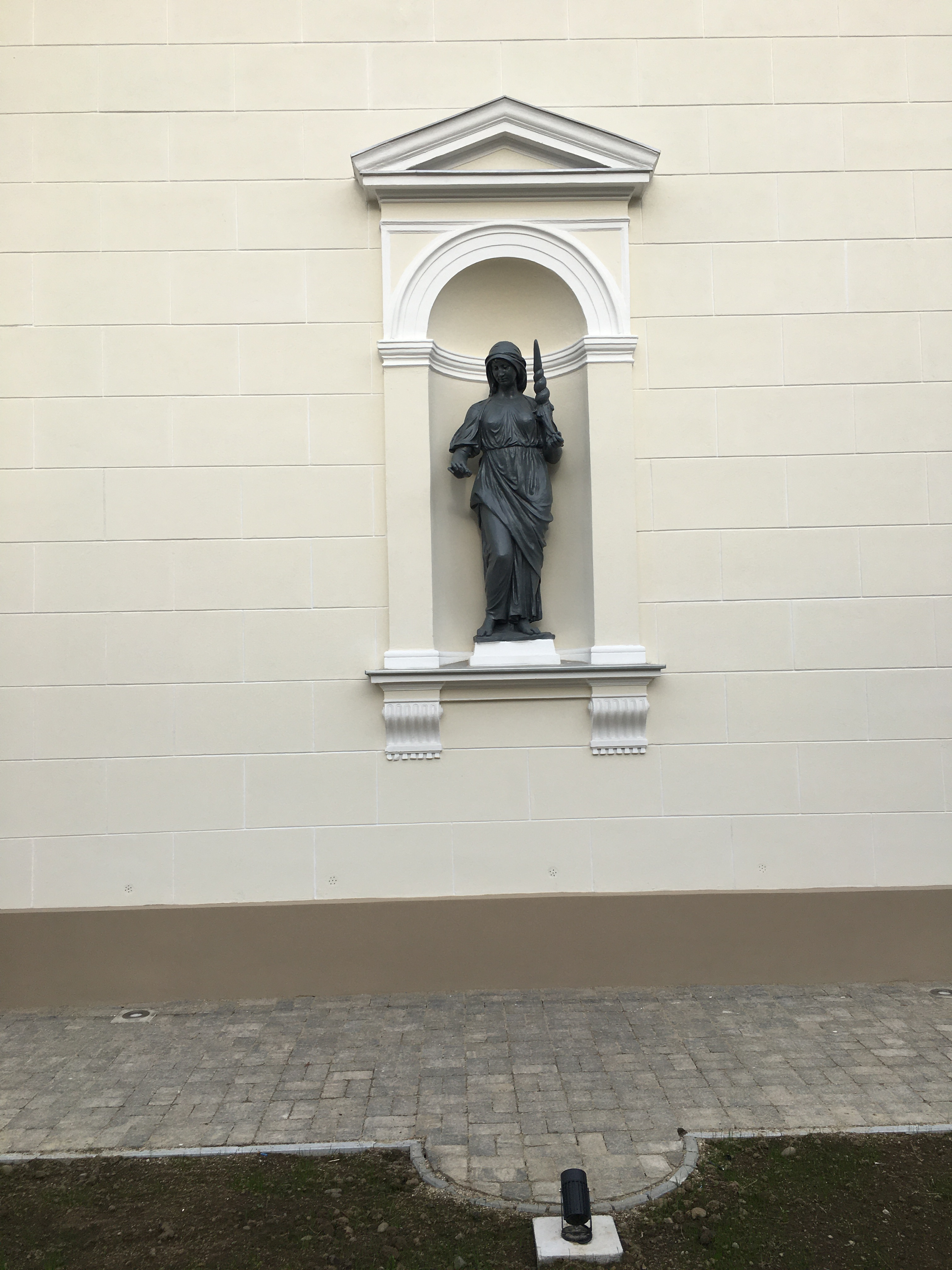
Alegorie (Țesutul)